# Orkeke
Orkeke (n Patagonia oriental, ca. 1810 – f. después de 1884) fue un cacique tehuelche o más precisamente gününa küne que lideraba sobre una tribu patagónica en el siglo XIX.  Reconocía como cacique mayor de la Patagonia oriental a Casimiro Biguá, quien le había sucedido en 1840 a María la Grande, y que desde 1869 había aceptado definitivamente la soberanía de la República Argentina. Su esposa, tehuelche como él, se llamaba Haad, según Musters.
En 1870 llevó al explorador inglés George Chaworth Musters al País de las Manzanas para estudiar las costumbres de Sayhueque.

## Biografía
Orkeke nació hacia 1810 y era hermano de Tankelow. El inglés George Chaworth Musters, quien viajó con él desde isla Pavón hasta el País de las Manzanas, lo describe muy bien en su libro Vida entre los patagones como una persona de conducta intachable; serio, pero de carácter duro que con el tiempo comenzaría a respetarlo a él y a su esposa. 
De niño, Orkeke visitó San Julián donde menciona haber visto a los colonos de Floridablanca, fundada en 1780 por Antonio de Viedma y abandonada en 1784. Más tarde trabó relaciones con Luis Piedrabuena, Ramón Lista y Carlos Moyano. Se dice [¿por quién?] que Orkeke cubría frecuentemente la ruta entre isla Pavón y el País de las Manzanas, nombre dado al área que corresponde aproximadamente al sur de la actual provincia de Neuquén. Gran parte del recorrido que seguían Orkeke y su tribu coincide con la actual traza de la RN 40 en su trayecto patagónico.
En 1883, comandante Lino Oris de Roa se hallaba en la Patagonia oriental con la misión de capturar a caciques que aún no se habían sometido al estado argentino. Al llegar a las cercanías de Puerto Deseado supo que se encontraba cerca de la tribu de Orkeke. Con la colaboración de Gencho, un tehuelche, lo capturó junto con su esposa, Hadd y su hija, Meka; conduciéndolos a Buenos Aires.